# 比耶维尔-凯蒂耶维尔
比耶维尔-凯蒂耶维尔（法語：Biéville-Quétiéville，法語發音：[bjevil ketjevil] ⓘ）是法国卡尔瓦多斯省的一个旧市镇，属于利雪区。比耶维尔-凯蒂耶维尔于1973年由原市镇欧日地区比耶维尔（Biéville-en-Auge）和凯蒂耶维尔（Quétiéville）合并而成。。2017年，比耶维尔-凯蒂耶维尔与市镇圣卢德弗里布瓦合并为新市镇欧日地区贝勒维，比耶维尔-凯蒂耶维尔为新市镇行政中心。

## 地理
比耶维尔-凯蒂耶维尔（49°6'33"N, 0°2'17"W）面积20.1 平方千米，位于法国诺曼底大区卡爾瓦多斯省，该省份为法国西北部沿海省份，北濒大西洋英吉利海峡，东北与滨海塞纳省以海上边界相接，东临厄尔省，南至奧恩省，西与芒什省接壤。
与比耶维尔-凯蒂耶维尔接壤的市镇（或旧市镇、城区）包括：科尔邦、欧日地区奥托、马尼勒弗勒勒、梅里科尔邦、勒梅尼勒莫热、梅济东-卡农、埃斯特雷圣母村、圣卢德弗里布瓦、埃斯特雷圣母村-科尔邦。

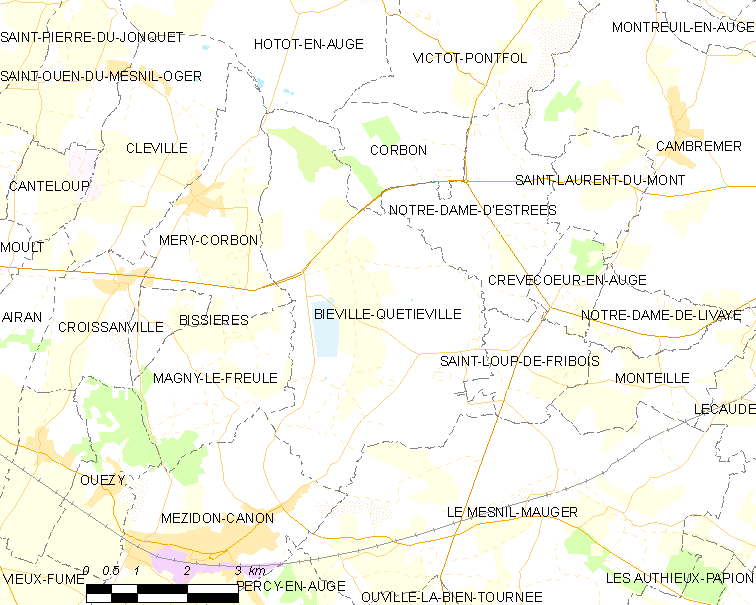
比耶维尔-凯蒂耶维尔的OSM定位图

比耶维尔-凯蒂耶维尔的时区为UTC+01:00、UTC+02:00（夏令时）。

## 行政
比耶维尔-凯蒂耶维尔的邮政编码为14270，INSEE市镇编码为14527。

## 政治
比耶维尔-凯蒂耶维尔所属的省级选区为梅济东瓦莱多日县。

## 人口

1962-2008年间比耶维尔-凯蒂耶维尔人口变化图示

比耶维尔-凯蒂耶维尔于2018年1月1日时的人口数量为358人。